# Dave Fleischer
Pour les articles homonymes, voir Fleischer.
Dave Fleischer est un réalisateur, producteur, scénariste, acteur et compositeur américain né le 14 juillet 1894 à New York,  et mort le 25 juin 1979 à Woodland Hills (Los Angeles).
Il est le frère cadet de Max Fleischer, avec lequel il concurrença les studios Disney dans les années 1920 sur le marché naissant du film d'animation, à travers leurs studios Fleischer Studios puis Red Seal Pictures (en partenariat avec Edwin Miles Fadiman et Hugo Riesenfeld). Après une déroute financière les frères Fleischer trouvèrent refuge auprès de la Paramount.

## Biographie
Dave et Max créèrent ensemble le personnage de KoKo (pour lequel Dave posa lui-même), puis reprirent des personnages de comics comme Popeye de Elzie Crisler Segar ou Betty Boop de Bud Counihan en dessin animé. Dave réalisait la plupart des films produits par les deux frères. De nombreuses innovations techniques furent testées par les Fleischer, comme l'animation en terre (ancêtre de l'animation en pâte à modeler), ou le mélange entre animation dessinée et films joués par des acteurs (sur le modèle suivi bien plus tard par Roger Rabbit), comme dans le film The Masquerade (1924).

## Filmographie

### comme réalisateur
- 1918 : Out of the Inkwell
- 1918 : Experiment No. 1
- 1919 : Experiment No. 2
- 1919 : Experiment No. 3
- 1919 : Out of the Inkwell
- 1919 : The Clown's Pups
- 1919 : Out of the Inkwell
- 1919 : Slides
- 1920 : The Boxing Kangaroo
- 1920 : The Chinaman
- 1920 : The Circus
- 1920 : Le Petit frère du clown (The Clown's Little Brother)
- 1920 : If You Could Shrink
- 1920 : Poker
- 1920 : Perpetual Motion
- 1920 : The Restaurant
- 1921 : First Man to the Moon
- 1921 : Cartoonland
- 1921 : The Automobile Ride
- 1921 : Modeling
- 1921 : Fishing
- 1921 : November
- 1921 : Invisible Ink
- 1921 : The Hypnotist
- 1922 : The Fish
- 1922 : The Dresden Doll
- 1922 : The Mosquito
- 1922 : Bubbles
- 1922 : Flies
- 1922 : Pay Day
- 1922 : The Challenge
- 1922 : The Show
- 1922 : The Reunion
- 1922 : The Birthday
- 1922 : Jumping Beans
- 1923 : The Einstein Theory of Relativity
- 1923 : Bed Time
- 1923 : Surprise
- 1923 : The Puzzle
- 1923 : Trapped
- 1923 : Darwin's Theory of Evolution
- 1923 : The Battle
- 1923 : False Alarm
- 1923 : Balloons
- 1923 : The Fortune Teller
- 1923 : Shadows
- 1923 : The Contest
- 1923 : The Laundry
- 1924 : Carrie of the Chorus
- 1924 : Masquerade
- 1924 : The Cartoon Factory
- 1924 : Come Take a Trip in My Airship
- 1924 : Mother Gooseland
- 1924 : Voyage sur Mars (A Trip to Mars)
- 1924 : A Stitch in Time
- 1924 : Clay Town
- 1924 : Oh Mabel (en)
- 1924 : The Runaway
- 1924 : Goodbye My Lady Love
- 1924 : Vacation
- 1924 : Vaudeville
- 1924 : League of Nations
- 1924 : Sparring Partners
- 1924 : The Cure
- 1925 : The Storm
- 1925 : Trail of the Lonesome Pine
- 1925 : Oh, Suzanna
- 1925 : Koko the Hot Shot
- 1925 : Inklings, Issue 12
- 1925 : East Side, West Side
- 1925 : Comin' Thro' the Rye
- 1925 : Old Folks at Home
- 1925 : Koko In Toyland
- 1925 : Koko the Barber
- 1925 : Big Chief Koko
- 1925 : I Love a Lassie
- 1925 : Swanee River
- 1925 : Koko Trains 'Em
- 1925 : Daisy Bell
- 1925 : Koko Sees Spooks
- 1925 : Koko Celebrates the Fourth
- 1925 : Koko Nuts
- 1925 : My Bonnie (film, 1925), autour du titre My Bonnie Lies over the Ocean
- 1925 : Koko on the Run
- 1925 : Nutcracker Suite
- 1925 : Ta-Ra-Ra-Boom-Dee-Aye
- 1925 : Koko Packs 'Em
- 1925 : Koko Eats
- 1925 : Dixie
- 1925 : Koko's Thanksgiving
- 1925 : Koko Steps Out
- 1925 : Sailing Sailing
- 1926 : Pack Up Your Troubles
- 1926 : Yak-A-Hula-Hick-A-Doola
- 1926 : When the Midnight Choo-Choo Leaves for Alabam'
- 1926 : When I Lost You
- 1926 : The Sheik of Araby
- 1926 : Old Pal
- 1926 : Oh How I Hate to Get Up in the Morning
- 1926 : My Wife's Gone to the Country
- 1926 : 'Morning, Judge
- 1926 : Margie
- 1926 : Another Bottle Doctor
- 1926 : Annie Laurie
- 1926 : Koko Baffles the Bulls
- 1926 : Dolly Gray
- 1926 : Darling Nelly Gray
- 1926 : Has Anybody Here Seen Kelly?
- 1926 : Koko's Paradise
- 1926 : Koko at the Circus
- 1926 : My Old Kentucky Home
- 1926 : It's the Cats
- 1926 : Tramp, Tramp, Tramp the Boys Are Marching
- 1926 : Tramp, Tramp, Tramp
- 1926 : Alexander's Ragtime Band
- 1926 : Toot Toot
- 1926 : Koko Hot After It
- 1926 : Sweet Adeline
- 1926 : Old Black Joe
- 1926 : Mother, Mother, Mother Pin a Rose on Me
- 1926 : Oh, You Beautiful Doll
- 1926 : In the Good Old Summer Time (1926)
- 1926 : By the Light of the Silvery Moon
- 1926 : The Fadeaway
- 1926 : Ko-Ko's Queen
- 1926 : Koko Kidnapped
- 1926 : Koko the Convict
- 1926 : Koko Gets Egg-Cited
- 1927 : Now You're Talking
- 1927 : Koko Back Tracks
- 1927 : Koko Makes 'Em Laugh
- 1927 : Koko In 1999
- 1927 : Jingle Bells
- 1927 : Koko the Kavalier
- 1927 : Waiting for the Robert E. Lee
- 1927 : Koko Needles the Boss
- 1927 : Ko-Ko Plays Pool
- 1927 : Ko-Ko's Kane
- 1927 : Ko-Ko the Knight
- 1927 : Ko-Ko Hops Off
- 1927 : Ko-Ko the Kop
- 1927 : Ko-Ko Explores
- 1927 : Ko-Ko Chops Suey
- 1927 : Ko-Ko's Klock
- 1927 : Ko-Ko Kicks
- 1927 : Ko-Ko's Quest
- 1927 : Ko-Ko the Kid
- 1928 : Ko-Ko's War Dogs
- 1928 : Ko-Ko's Chase
- 1928 : Ko-Ko's Kink
- 1928 : Ko-Ko's Kozy Korner
- 1928 : Ko-Ko's Germ Jam
- 1928 : Ko-Ko's Bawth
- 1928 : Ko-Ko Smokes
- 1928 : Ko-Ko's Tattoo
- 1928 : Ko-Ko's Earth Control
- 1928 : Ko-Ko's Hot Dog
- 1928 : Ko-Ko's Haunted House
- 1928 : Ko-Ko Lamps Aladdin
- 1928 : Ko-Ko Squeals
- 1928 : Ko-Ko's Field Daze
- 1928 : Ko-Ko Goes Over
- 1928 : Ko-Ko's Catch
- 1928 : Ko-Ko Heaves-Ho
- 1928 : Ko-Ko's Big Pull
- 1928 : Ko-Ko Cleans Up
- 1928 : Ko-Ko's Parade
- 1928 : Ko-Ko's Dog-Gone
- 1928 : Ko-Ko in the Rough
- 1928 : Ko-Ko's Magic
- 1928 : Ko-Ko on the Track
- 1928 : Ko-Ko's Act
- 1928 : Ko-Ko's Courtship
- 1929 : No Eyes Today
- 1929 : Noise Annoys Ko-Ko
- 1929 : The Sidewalks of New York
- 1929 : Ko-Ko Beats Time
- 1929 : Ko-Ko's Reward
- 1929 : Yankee Doodle Boy
- 1929 : Ko-Ko's Hot Ink
- 1929 : Ko-Ko's Crib
- 1929 : Ko-Ko's Signals
- 1929 : Old Black Joe
- 1929 : Ko-Ko's Saxaphonies
- 1929 : Ko-Ko's Knock-Down
- 1929 : Ye Olde Melodies
- 1929 : Ko-Ko's Focus
- 1929 : Ko-Ko's Conquest
- 1929 : Daisy Bell
- 1929 : Ko-Ko's Harem Scarem
- 1929 : Ko-Ko's Big Sale
- 1929 : Mother Pin a Rose on Me
- 1929 : Ko-Ko's Hypnotism
- 1929 : Chemical Ko-Ko
- 1929 : Dixie
- 1929 : Chinatown, My Chinatown
- 1929 : Goodbye My Lady Love
- 1929 : My Pony Boy
- 1929 : Smiles
- 1929 : Oh, You Beautiful Doll
- 1929 : Noah's Lark
- 1929 : After the Ball
- 1929 : Put on Your Old Gray Bonnet
- 1929 : Accordion Joe
- 1929 : I've Got Rings on My Fingers
- 1930 : Bedelia
- 1930 : Marriage Wows
- 1930 : In the Shade of the Old Apple Tree
- 1930 : I'm Afraid to Go Home in the Dark (en)
- 1930 : Radio Riot
- 1930 : Prisoner's Song
- 1930 : I'm Forever Blowing Bubbles
- 1930 : Hot Dog
- 1930 : La Paloma
- 1930 : Yes! We Have No Bananas
- 1930 : Fire Bugs
- 1930 : Come Take a Trip in My Airship
- 1930 : In the Good Old Summertime
- 1930 : Wise Flies
- 1930 : A Hot Time in the Old Town Tonight
- 1930 : Dizzy Dishes
- 1930 : The Glow Worm
- 1930 : Barnacle Bill
- 1930 : The Stein Song
- 1930 : Swing You Sinners!
- 1930 : Strike Up the Band
- 1930 : The Grand Uproar
- 1930 : My Gal Sal
- 1930 : Sky Scraping (es)
- 1930 : Mariutch
- 1930 : Up to Mars
- 1930 : On a Sunday Afternoon
- 1930 : Row, Row, Row
- 1930 : Mysterious Mose
- 1931 : In My Merry Oldsmobile
- 1931 : Please Go 'Way and Let Me Sleep
- 1931 : The Ace of Spades
- 1931 : By the Beautiful Sea
- 1931 : Teacher's Pest
- 1931 : I Wonder Who's Kissing Her Now
- 1931 : Tree Saps
- 1931 : I'd Climb the Highest Mountain
- 1931 : The Cow's Husband
- 1931 : Somebody Stole My Gal
- 1931 : The Bum Bandit
- 1931 : Any Little Girl That's a Nice Little Girl
- 1931 : The Male Man
- 1931 : Alexander's Ragtime Band
- 1931 : Silly Scandals
- 1931 : And the Green Grass Grew All Around
- 1931 : My Wife's Gone to the Country
- 1931 : Twenty Legs Under the Sea
- 1931 :  The Herring Murder Case (es)
- 1931 : That Old Gang of Mine
- 1931 : Bimbo's Initiation
- 1931 : Betty Co-ed
- 1931 : Bimbo's Express
- 1931 : Mr. Gallagher and Mr. Shean
- 1931 : You're Driving Me Crazy
- 1931 : Minding the Baby
- 1931 : Little Annie Rooney (en)
- 1931 : In the Shade of the Old Applesauce
- 1931 : Kitty from Kansas City
- 1931 : Mask-A-Raid
- 1931 : By the Light of the Silvery Moon
- 1931 : Jack and the Beanstalk
- 1931 : My Baby Cares for Me
- 1931 : Dizzy Red Riding Hood
- 1931 : Russian Lullaby
- 1932 : S.O.S.
- 1932 : Any Rags
- 1932 : Sweet Jenny Lee
- 1932 : Boop-Oop-A-Doop
- 1932 : Show Me the Way to Go Home
- 1932 : The Robot
- 1932 : When the Red Red Robin Comes Bob Bob Bobbin' Along
- 1932 : Wait Till the Sun Shines, Nellie
- 1932 : Swim or Sink
- 1932 : Minnie the Moocher
- 1932 : Crazy-Town
- 1932 : Just One More Chance
- 1932 : The Dancing Fool
- 1932 : Chess-Nuts
- 1932 : Oh! How I Hate to Get Up in the Morning
- 1932 : A Hunting We Will Go (es)
- 1932 : Shine on Harvest Moon
- 1932 : Let Me Call You Sweetheart
- 1932 : Hide and Seek
- 1932 : Admission Free
- 1932 : I Ain't Got Nobody
- 1932 : The Betty Boop Limited
- 1932 : You Try Somebody Else
- 1932 : Rudy Vallee Melodies
- 1932 : Stopping the Show
- 1932 : Betty Boop's Bizzy Bee
- 1932 : Down Among the Sugar Cane
- 1932 : Betty Boop, M.D.
- 1932 : Just a Gigolo
- 1932 : Betty Boop's Bamboo Isle
- 1932 : School Days
- 1932 : Betty Boop's Ups and Downs
- 1932 : Romantic Melodies
- 1932 : Betty Boop for President
- 1932 : When It's Sleepy Time Down South
- 1932 : I'll Be Glad When You're Dead You Rascal You
- 1932 : Sing a Song
- 1932 : Betty Boop's Museum
- 1932 : Time on My Hands
- 1933 : Betty Boop's Ker-Choo
- 1933 : Dinah
- 1933 : Betty Boop's Crazy Inventions
- 1933 : Ain't She Sweet
- 1933 : Is My Palm Read
- 1933 : Reaching for the Moon
- 1933 : Betty Boop's Penthouse
- 1933 : Aloha Oe
- 1933 : Snow-White
- 1933 : Popular Melodies
- 1933 : Betty Boop's Birthday Party
- 1933 : The Peanut Vendor
- 1933 : Betty Boop's May Party
- 1933 : Song Shopping
- 1933 : Betty Boop's Big Boss
- 1933 : Boilesk
- 1933 : Mother Goose Land
- 1933 : Sing, Sisters, Sing!
- 1933 : Popeye the Sailor
- 1933 : Down by the Old Mill Stream
- 1933 : The Old Man of the Mountain
- 1933 : Stoopnocracy
- 1933 : I Heard
- 1933 : When Yuba Plays the Rumba on the Tuba
- 1933 : I Yam What I Yam
- 1933 : Boo, Boo, Theme Song
- 1933 : Morning, Noon and Night
- 1933 : Blow Me Down!
- 1933 : Betty Boop's Hallowe'en Party
- 1933 : I Like Mountain Music
- 1933 : I Eats My Spinach
- 1933 : Parade of the Wooden Soldiers
- 1933 : Sing, Babies, Sing
- 1933 : Seasin's Greetinks!
- 1933 : Wild Elephinks
- 1934 : Let's Sing with Popeye
- 1934 : She Wronged Him Right
- 1934 : Keeps Rainin' All the Time
- 1934 : Sock-a-Bye, Baby
- 1934 : Red Hot Mama
- 1934 : Let's All Sing Like the Birdies Sing
- 1934 : Let's You and Him Fight
- 1934 : Ha! Ha! Ha!
- 1934 : Tune Up and Sing
- 1934 : The Man on the Flying Trapeze
- 1934 : Betty in Blunderland
- 1934 : Lazy Bones
- 1934 : Can You Take It
- 1934 : Betty Boop's Rise to Fame
- 1934 : This Little Piggie Went to Market
- 1934 : Shoein' Hosses
- 1934 : Betty Boop's Trial
- 1934 : She Reminds Me of You
- 1934 : Strong to the Finich
- 1934 : Betty Boop's Life Guard
- 1934 : Love Thy Neighbor
- 1934 : Shiver Me Timbers!
- 1934 : Poor Cinderella
- 1934 : There's Something About a Soldier
- 1934 : Axe Me Another
- 1934 : Betty Boop's Little Pal
- 1934 : A Dream Walking
- 1934 : Betty Boop's Prize Show
- 1934 : The Two-Alarm Fire
- 1934 : Little Dutch Mill
- 1934 : Keep in Style
- 1934 : The Dance Contest
- 1934 : When My Ship Comes In
- 1934 : We Aim to Please
- 1935 : An Elephant Never Forgets
- 1935 : Baby Be Good
- 1935 : Beware of Barnacle Bill
- 1935 : Taking the Blame
- 1935 : Be Kind to 'Aminals'
- 1935 : The Song of the Birds
- 1935 : Stop That Noise
- 1935 : Pleased to Meet Cha!
- 1935 : Swat the Fly
- 1935 : The 'Hyp-Nut-Tist'
- 1935 : The Kids in the Shoe
- 1935 : No! No! A Thousand Times No!!
- 1935 : Choose Your 'Weppins'
- 1935 : A Little Soap and Water
- 1935 : For Better or Worser
- 1935 : A Language All My Own
- 1935 : Dancing on the Moon
- 1935 : Dizzy Divers
- 1935 : Betty Boop and Grampy
- 1935 : You Gotta Be a Football Hero
- 1935 : Time for Love
- 1935 : Judge for a Day
- 1935 : I Wished on the Moon
- 1935 : King of the Mardi Gras
- 1935 : Making Stars
- 1935 : Adventures of Popeye
- 1935 : Musical Memories
- 1935 : The Spinach Overture
- 1935 : Betty Boop with Henry the Funniest Living American
- 1935 : It's Easy to Remember
- 1936 : Vim, Vigor and Vitaliky
- 1936 : Somewhere in Dreamland
- 1936 : No Other One
- 1936 : Little Nobody
- 1936 : Betty Boop and the Little King
- 1936 : A Clean Shaven Man
- 1936 : Not Now
- 1936 : Brotherly Love
- 1936 : The Little Stranger
- 1936 : I Feel Like a Feather in the Breeze
- 1936 : Betty Boop and Little Jimmy
- 1936 : I-Ski Love-Ski You-Ski
- 1936 : We Did It
- 1936 : Bridge Ahoy!
- 1936 : What -- No Spinach?
- 1936 : The Cobweb Hotel
- 1936 : A Song a Day
- 1936 : I Don't Want to Make History
- 1936 : More Pep
- 1936 : I Wanna Be a Life Guard
- 1936 : Greedy Humpty Dumpty
- 1936 : You're Not Built That Way
- 1936 : Let's Get Movin'
- 1936 : The Hills of Wyomin'
- 1936 : Happy You and Merry Me
- 1936 : Never Kick a Woman
- 1936 : Hawaiian Birds
- 1936 : Training Pigeons
- 1936 : Little Swee' Pea
- 1936 : I Can't Escape from You
- 1936 : Play Safe

- 1936 : Grampy's Indoor Outing
- 1936 : Hold the Wire
- 1936 : Be Human
- 1936 : The Spinach Roadster
- 1936 : Talking Through My Heart
- 1936 : Popeye the Sailor Meets Sindbad the Sailor
- 1936 : Christmas Comes But Once a Year
- 1936 : Making Friends
- 1936 : I'm in the Army Now
- 1937 : House Cleaning Blues
- 1937 : The Paneless Window Washer
- 1937 : Never Should Have Told You
- 1937 : Whoops! I'm a Cowboy
- 1937 : Bunny Mooning
- 1937 : Organ Grinder's Swing
- 1937 : The Hot Air Salesman
- 1937 : My Artistical Temperature
- 1937 : Twilight on the Trail (en)
- 1937 : Pudgy Takes a Bow-wow
- 1937 : Hospitaliky
- 1937 : Chicken à la King
- 1937 : Pudgy Picks a Fight
- 1937 : The Twisker Pitcher
- 1937 : Please Keep Me in Your Dreams
- 1937 : Morning, Noon and Night Club
- 1937 : The Impractical Joker
- 1937 : A Car-Tune Portrait
- 1937 : Lost and Foundry
- 1937 : Ding Dong Doggie
- 1937 : You Came to My Rescue
- 1937 : I Never Changes My Altitude
- 1937 : Peeping Penguins
- 1937 : The Candid Candidate
- 1937 : I Likes Babies and Infinks
- 1937 : Service with a Smile (en)
- 1937 : Whispers in the Dark
- 1937 : The Football Toucher Downer
- 1937 : The New Deal Show
- 1937 : Educated Fish
- 1937 : Protek the Weakerist
- 1937 : Popeye the Sailor Meets Ali Baba's Forty Thieves
- 1937 : Magic on Broadway
- 1937 : The Foxy Hunter
- 1937 : Fowl Play (en)
- 1937 : Zula Hula
- 1937 : Little Lamby
- 1938 : Let's Celebrake
- 1938 : You Took the Words Right Out of My Heart
- 1938 : Riding the Rails
- 1938 : Learn Polikeness
- 1938 : Be Up to Date
- 1938 : The Tears of an Onion
- 1938 : The House Builder-Upper
- 1938 : Thanks for the Memory
- 1938 : Honest Love and True
- 1938 : Out of the Inkwell
- 1938 : Big Chief Ugh-Amugh-Ugh
- 1938 : Hold It!
- 1938 : You Leave Me Breathless
- 1938 : The Swing School
- 1938 : I Yam Lovesick
- 1938 : Plumbing Is a 'Pipe'
- 1938 : Pudgy and the Lost Kitten
- 1938 : Hunky and Spunky
- 1938 : The Jeep
- 1938 : Buzzy Boop
- 1938 : Beside a Moonlit Stream
- 1938 : Pudgy the Watchman
- 1938 : Bulldozing the Bull
- 1938 : All's Fair at the Fair
- 1938 : Buzzy Boop at the Concert
- 1938 : Mutiny Ain't Nice
- 1938 : Sally Swing
- 1938 : Goonland
- 1938 : The Playful Polar Bears
- 1938 : A Date to Skate
- 1938 : On with the New
- 1938 : Thrills and Chills
- 1938 : Cops Is Always Right
- 1939 : Always Kickin'
- 1939 : My Friend the Monkey
- 1939 : Customers Wanted
- 1939 : So Does an Automobile
- 1939 : Aladdin and His Wonderful Lamp
- 1939 : Small Fry
- 1939 : Leave Well Enough Alone
- 1939 : Musical Mountaineers
- 1939 : Wotta Nitemare
- 1939 : The Scared Crows
- 1939 : Ghosks Is the Bunk
- 1939 : The Barnyard Brat
- 1939 : Rhythm on the Reservation
- 1939 : Hello How Am I
- 1939 : It's the Natural Thing to Do
- 1939 : Yip-Yip-Yippy
- 1939 : The Fresh Vegetable Mystery
- 1939 : Never Sock a Baby
- 1939 : Les Voyages de Gulliver (Gulliver's Travels)
- 1940 : Shakespearian Spinach
- 1940 : Way Back When a Triangle Had Its Points
- 1940 : Little Lambkin
- 1940 : Females Is Fickle
- 1940 : Way Back When a Nightclub Was a Stick
- 1940 : Ants in the Plants
- 1940 : Stealin' Ain't Honest
- 1940 : Me Feelins Is Hurt
- 1940 : Granite Hotel
- 1940 : A Kick in Time
- 1940 : Onion Pacific
- 1940 : The Foul Ball Player
- 1940 : Wimmen Is a Myskery
- 1940 : The Ugly Dino
- 1940 : Nurse-Mates
- 1940 : Wedding Belts
- 1940 : Fightin Pals
- 1940 : Snubbed by a Snob
- 1940 : Way Back When a Razzberry Was a Fruit
- 1940 : Doing Impossikible Stunts
- 1940 : The Fulla Bluff Man
- 1940 : Wimmin Hadn't Oughta Drive
- 1940 : You Can't Shoe a Horsefly
- 1940 : Springtime in the Rock Age
- 1940 : Puttin on the Act
- 1940 : Pedagogical Institution (College to You)
- 1940 : Popeye Meets William Tell
- 1940 : The Dandy Lion
- 1940 : Way Back When Women Had Their Weigh
- 1940 : My Pop, My Pop
- 1940 : King for a Day
- 1940 : Sneak, Snoop and Snitch
- 1940 : Poopdeck Pappy
- 1940 : The Constable
- 1940 : Mommy Loves Puppy
- 1940 : Popeye Presents Eugene, the Jeep
- 1940 : Bring Himself Back Alive
- 1941 : Problem Pappy
- 1941 : All's Well
- 1941 : Quiet! Pleeze
- 1941 : Zero, the Hound
- 1941 : Two for the Zoo
- 1941 : Olive's $weep$take Ticket
- 1941 : Twinkletoes Gets the Bird
- 1941 : Flies Ain't Human
- 1941 : Swing Cleaning
- 1941 : Raggedy Ann and Raggedy Andy
- 1941 : Sneak, Snoop and Snitch in Triple Trouble
- 1941 : Popeye Meets Rip Van Winkle
- 1941 : Olive's Boithday Presink
- 1941 : Fire Cheese
- 1941 : Twinkletoes - Where He Goes Nobody Knows
- 1941 : Child Psykolojiky
- 1941 : Gabby Goes Fishing
- 1941 : Copy Cat
- 1941 : The Wizard of Arts
- 1941 : Pest Pilot
- 1941 : It's a Hap-Hap-Happy Day
- 1941 : Vitamin Hay
- 1941 : Twinkletoes in Hat Stuff
- 1941 : I'll Never Crow Again
- 1941 : Superman
- 1941 : The Mighty Navy
- 1941 : The Mechanical Monsters
- 1941 : Douce et Criquet s'aimaient d'amour tendre (M.. Bug Goes to Town)
- 1941 : Nix on Hypnotricks
- 1942 : Billion Dollar Limited
- 1942 : Kickin' the Conga Round
- 1942 : Blunder Below
- 1942 : The Arctic Giant
- 1942 : Fleets of Stren'th
- 1942 : The Bulleteers
- 1942 : The Raven
- 1942 : Pip-eye, Pup-eye, Poop-eye an' Peep-eye
- 1942 : The Magnetic Telescope
- 1942 : Olive Oyl and Water Don't Mix
- 1942 : Many Tanks
- 1942 : Electric Earthquake
- 1942 : Baby Wants a Bottleship
- 1942 : Volcano
- 1942 : Terror on the Midway
- 1943 : Scrub Me Mama
- 1948 : Base Brawl
- 1950 : Popeye Makes a Movie

### Comme producteur
- 1925 : Inklings, Issue 12
- 1936 : Doctor Bluebird
- 1942 : Song of Victory
- 1943 : Slay It with Flowers
- 1943 : The Vitamin G-Man
- 1943 : Kindly Scram
- 1943 : Professor Small and Mr. Tall
- 1943 : Willoughby's Magic Hat
- 1943 : Plenty Below Zero
- 1943 : Duty and the Beast
- 1943 : Tree for Two
- 1943 : Mass Mouse Meeting
- 1943 : He Can't Make It Stick
- 1943 : The Fly in the Ointment
- 1943 : A-Hunting We Won't Go
- 1943 : Dizzy Newsreel
- 1943 : Room and Bored
- 1943 : Nursery Crimes
- 1943 : The Rocky Road to Ruin
- 1943 : The Cocky Bantam
- 1943 : Imagination
- 1943 : Way Down in the Corn
- 1943 : The Playful Pest
- 1944 : Polly Wants a Doctor
- 1944 : The Herring Murder Mystery
- 1944 : Magic Strength
- 1944 : Giddy-Yapping
- 1944 : The Dream Kids
- 1944 : That's My Baby! (en)

### Comme scénariste
- 1935 : King of the Mardi Gras
- 1936 : A Song a Day
- 1936 : Happy You and Merry Me
- 1937 : A Car-Tune Portrait

### Comme acteur
- 1934 : Betty Boop's Rise to Fame : A reporter
- 1944 : Trocadero (en) : Dave Fleischer

### Comme compositeur
- 1941 : Raggedy Ann and Raggedy Andy